# Michael Aris
Michael Vaillancourt Aris (*  27. März 1946 in Havanna; † 27. März 1999 in Oxford) war ein britischer Historiker und Tibetologe.

## Leben
Michael Aris besuchte von 1959 bis 1964 die Worth School in Sussex. Zwischen 1964 und 1967 studierte er an der University of Durham und machte dort 1967 seinen B.A. im Fach Modern History. Nach seinem Abschluss wurde er dazu eingeladen, Privatlehrer der Kinder der königlichen Familie von Bhutan zu werden. Er nahm das Angebot an und verbrachte die Jahre zwischen 1967 und 1973 hauptsächlich in Bhutan.
Seine Frau, die spätere Friedensnobelpreisträgerin Aung San Suu Kyi, die er als Student kennengelernt hatte, heiratete Michael Aris 1972 in London. Das erste Jahr ihrer Ehe verbrachten Aung San Suu Kyi und Michael Aris in Bhutan, wo Michael Aris neben seiner Stelle als Privatlehrer auch Leiter des bhutanischen Departments für Übersetzung und offizieller Historiker des Königreichs geworden war. Beider Sohn Alexander wurde 1973 geboren.
1974 zog die Familie wieder nach England. Zwischen 1974 und 1978 erweiterte Michael Aris sein Studium an der School of Oriental and African Studies der University of London. 1976 wurde er Junior Research Fellow am St. John’s College in Oxford. 1977 wurde Kim, der zweite Sohn des Ehepaars, geboren. Für seine Arbeit A Study on the Historical Foundations of Bhutan, with a Critical Edition and Translation of Certain Bhutanese Texts in Tibetan erhielt Michael Aris 1978 den akademischen Grad eines Ph. D. in Tibetan Literature von der University of London.
1988 kehrte Aung San Suu Kyi auf Grund eines Schlaganfalles ihrer Mutter wieder nach Birma zurück. In Birma beteiligte sie sich an den Pro-Demokratie-Protesten und wurde Vorsitzende der Nationalen Liga für Demokratie (NLD). 1989 wurde sie zum ersten Mal unter Hausarrest gestellt. Michael Aris sah seine Frau zum letzten Mal, als ihr Hausarrest 1995 aufgehoben wurde. Zu dieser Zeit wusste er schon, dass er an unheilbarem Prostatakrebs erkrankt war. Trotz wiederholter Anfragen wurde ihm bis 1999 nicht mehr erlaubt, nach Birma einzureisen.
Michael Aris starb 1999 an seinem 53. Geburtstag im Krankenhaus in Oxford.

## Werke
- mit Aung San Suu Kyi: Tibetan Studies in Honour of Hugh Richardson: Proceedings of the International Seminar on Tibetan Studies, Oxford, 1979: Seminar Proceedings (Aris & Phillips Central Asian Studies). Orchid Press, Thailand 1979, ISBN 978-0-85668-190-5
- mit Joseph F. Rock: Lamas, Princes, and Brigands: Joseph Rock’s Photographs of the Tibetan Borderlands of China. University of Washington Press, 1992, ISBN 978-0-295-97209-1
- The Raven Crown: The Origins of Buddhist Monarchy in Bhutan. Serindia Publications, 2005, ISBN 978-1-932476-21-7
- mit Françoise Pommaret: From the Land of the Thunder Dragon: Textile Arts of Bhutan. Serindia Publications, 2008, ISBN 978-1-932476-42-2
- mit John A. Ardussi: Sources for the History of Bhutan. Motilal Banarsidass, 2009, ISBN 978-81-208-3409-5